# Los Futbolísimos (película)
Los Futbolísimos es una película española de comedia estrenada en 2018. La película está dirigida por Miguel Ángel Lamata y basada en la saga literaria homónima de Roberto Santiago, específicamente en el primer capítulo, El misterio de los árbitros dormidos.
Entra dentro del subgénero conocido como "Pandillas" del que forman parte títulos como Los Goonies (1985), Matilda (1996), o la española Zipi y Zape y el club de la canica (2013)

## Sinopsis
Francisco «Pakete» es un niño de once años, esa edad en la que los niños empiezan a descubrir el mundo de los adultos y se acercan a la línea que separa la infancia y la adolescencia. En su instituto y equipo de fútbol, conviven niños y niñas, y distintas nacionalidades. Para Pakete, sus dos grandes preocupaciones son alcanzar el reconocimiento de sus compañeros de colegio y de su familia, y evitar que su amiga Helena, cuyos padres divorciados pelean por su custodia, se marche a vivir lejos, muy lejos. 
Y para que las dos cosas ocurran, la clave es que su equipo de fútbol gane al menos uno de los tres partidos que quedan de la liga intercentros y consiga así evitar el descenso. Las cosas se complican para Pakete y sus amigos cuando en los dos primeros partidos el árbitro se desmaya y como consecuencia de ello pierden. Por ello, los amigos crean el grupo «Los Futbolísimos» para descubrir que está realmente ocurriendo y quiénes están detrás de todos los extraños acontecimientos antes de que todo esté perdido.

## Reparto
| Elenco               | Personaje              |
| -------------------- | ---------------------- |
| Julio Bohigas-Couto  | Pakete                 |
| Milene Mayer         | Helena                 |
| Marcos Milara        | Toni                   |
| Iker Castiñeira      | Camuñas                |
| Daniel Crego         | Tomeo                  |
| Roberto Rodríguez    | Angustias              |
| Samantha Jaramillo   | Anita                  |
| Martina Cabrera      | Marilyn                |
| Pablo Isabel         | Ocho                   |
| Joaquín Reyes        | Emilio                 |
| Carmen Ruiz          | Juana                  |
| Antonio Pagudo       | Felipe                 |
| Norma Ruiz           | Alicia                 |
| Toni Acosta          | Laura                  |
| Jorge Usón           | Chacón                 |
| William Miller       | Jerónimo               |
| Gerald B. Filmore    | Gordillo               |
| Nacho Rubio          | Antonio                |
| Marcos Ruiz          | Víctor                 |
| Carlota Callén       | Marimar                |
| Samuel Miró          | Radu                   |
| Daniel Huarte        | Árbitro Gerardo        |
| Raúl Sanz            | Árbitro Julián         |
| Laura Gómez-Lacueva  | Sirvienta Chacón       |
| Alejandro Arestegui  | Entrenador Santo Ángel |
| Jordi Aguilar        | Dentista Luesma        |
| Juan Hervella-Rego   | Ladrón 1               |
| María José Moreno    | Doña Remedios          |
| Stephanie Gil        | Alumna Colegio         |
| Pablo Posada Ávalos  | Pepe                   |
| Diego Carvajal       | Árbitro Basilio        |
| Esteban Oliver       | Tábano                 |
| Amanda Marugán       | Recepcionista Hospital |
| Oscar Algarabel      | Padre Islantilla 1     |
| Roberto Montañés     | Padre Islantilla 3     |
| Juan Manuel Herbella | Entrenador Santo Ángel |
| José Manuel Tafalla  | Vigilante Islantilla   |
| José A. Marín        | Ladrón 3               |
| Nacho Serapio        | Ladrón 2               |

## Estreno
La película tuvo su estreno en cines el 24 de agosto de 2018. En marzo de 2020 se incorporó en la plataforma Netflix a nivel mundial.